# Sisyra aquatica
Sisyra aquatica är en insektsart som beskrevs av Courtenay N. Smithers 1957. Sisyra aquatica ingår i släktet Sisyra och familjen svampdjurssländor. Inga underarter finns listade i Catalogue of Life.